# Ultimo avvertimento
Ultimo avvertimento è un romanzo poliziesco dello scrittore statunitense James Patterson e fa parte di un ciclo di romanzi aventi come protagonista il detective Alex Cross. 

## Trama
A Sunrise Village, in Nevada, un ordigno esplosivo viene fatto saltare in aria e rade al suolo una cittadina intera. È l'inizio di un nuovo caso per Alex Cross, che si trova intrappolato in un intrigo internazionale, e in una sfida che lo vede contrapposto al famigerato boss russo denominato "il Lupo". Tutto il mondo è minacciato da questo spietato terrorista, e si crea la più grande cooperazione mondiale composta da FBI, CIA, Interpol per far fronte a questa minaccia, questo “ultimo avvertimento”. Il Lupo ha richieste enormi e non si ferma davanti a milioni di vite stroncate. Sarà la nota attenzione ai dettagli del detective Cross, una buona dose di fortuna e sesto senso a fare cessare gli attentati e chiudere il caso.